# Slaughter to Prevail
Slaughter to Prevail (auch bekannt als STP oder Russian Hate Crew) ist eine 2014 gegründete russische Deathcore-Band aus Jekaterinburg.
Sie sind derzeit bei Sumerian Records unter Vertrag.

## Geschichte
2014 veröffentlichten Slaughter to Prevail ihre Debüt-EP Chapters of Misery. Daraufhin erhielt die Band ein Vertragsangebot von Sumerian Records, das sie annahm. 2016 kam eine Neuauflage von Chapters of Misery mit einem neuen Cover und dem Bonustitel As The Vulture Circles heraus. Am 22. März 2017 kam die Single-Auskopplung King heraus, von dem Debütalbum Misery Sermon, das am 5. Mai 2017 veröffentlicht wurde.
Im Jahr 2022 verließ die Band Russland aus politischen Gründen und zog nach Orlando, Florida, um. In dem Song 1984 hatten sie sich gegen Wladimir Putin und den Krieg in der Ukraine ausgesprochen und fürchteten dafür Konsequenzen durch den russischen Staat.
Im Mai 2025 veröffentlichte die Band gemeinsam mit der japanischen Band Babymetal eine Single mit dem Titel Song 3.

## Stil
Slaughter to Prevail ist bekannt für ihre Härte und dunklen Themen in den Liedern, wobei der Schwerpunkt auf Sänger Shikolays tiefem gutturalem Gesang liegt. Shikolay hat erwähnt, dass die Band von anderen bekannten Deathcore-Bands wie Suicide Silence, Bring Me the Horizon und Carnifex beeinflusst wurde. Die Band tritt auch häufig mit Vollmasken auf.
Da die meisten Mitglieder der Band russisch sind, werden die meisten Lieder in russischer Sprache gesungen, gelegentlich auch mit englischen Texten. Die Band umfasst auch Mitglieder aus den USA und Großbritannien.

## Vorwürfe des Rechtsextremismus
Im November 2015 wurde Frontmann Alexander Shikolay für Tätowierungen mit rechtsextremen und neonazistischen Motiven, das Tragen von Bekleidung der rechtsextremen Marken Thor Steinar und White Rex sowie für Kontakte zu rechtsextremen Musikern und Künstlern kritisiert. Auf der Facebook-Präsenz der Band wies Shikolay die Vorwürfe zurück und rechtfertigte seine Tätowierung der Schwarzen Sonne am rechten Ellenbogen mit einem vorgeblich alten mythologischen Hintergrund, und kündigte an, die Tätowierung überdecken zu lassen und stellt sich und die Band klar gegen Rassismus und Faschismus:

„I want to make clear that neither me nor the band and our crew support and/or tolerate any type of Nazism, racism or fascism. Love music, fight racism.“

 Wie auf aktuellen Fotos zu erkennen ist, wurde das Tattoo übertätowiert.

## Diskografie

### Alben
- 2017: Misery Sermon
- 2021: Kostolom
- 2025: Grizzly

### EPs
- 2015: Chapters of Misery
- 2016: Chapters of Misery (Neuausgabe)

### Singles
- 2014: Crowned & Conquered
- 2016: As the Vultures Circle
- 2017: King
- 2017: Chronic Slaughter
- 2019: Agony
- 2020: Demolisher
- 2021: Baba Yaga
- 2022: 1984
- 2023: Viking
- 2024: Conflict
- 2024: Kid of Darkness
- 2024: Behelit[7]
- 2025: Song 3 (mit Babymetal)